# María Luisa Alcalá
María Luisa Guadalupe Alcalá Escolano, mais conhecida como María Luisa Alcalá (Cidade do México, 26 de março de 1943 — Cidade do México, 21 de fevereiro de 2016) foi uma atriz, comediante,
apresentadora e dubladora mexicana, conhecida no Brasil por sua participação no seriado Chaves, onde interpretou a personagem Malicha, também conhecida como Malú.
Maria Luisa entrou no seriado quando Maria Antonieta de las Nieves, a Chiquinha, ficou grávida em 1974. A afilhada do Seu Madruga, é uma espécie de "substituta" da Chiquinha, na verdade  uma personagem estepe. Esteve em poucos episódios, que voltaram a ser exibidos no Brasil em 2012. A personagem morava na vila, na casa 44, no segundo pátio.
Maria Luisa também teve participações na novelas A Usurpadora (como Filomena), O Privilégio de Amar (como Dona Remédios) e A Madrasta (como Fanny).
A atriz faleceu aos 72 anos de idade, em 21 de fevereiro de 2016, em sua casa, na Cidade do México. A morte foi confirmada por seu empresário Juan Carlos Aguilar. Segundo familiares, a artista morreu de causas naturais e tinha problemas cardíacos. O empresário da atriz disse que ela já estava alguns anos depressiva. O seu corpo foi cremado.

## Carreira

### Telenovelas
- La pasión de Isabela (1984).... Chonita
- Confidente de secundaria (1996).... Connie
- Esmeralda (1997).... Dona Socorro
- A Usurpadora (1998)... Filomena Tamayo
- O Privilégio de Amar (1999)... Dona Remédios
- Cuento de Navidad (1999)
- ¡Vivan los niños! (2002).... Governanta do Sr. Lucio Alatriste
- Amy, la niña de la mochila azul (2004).... Virginia Salazar
- A Madrasta (2005).... Fanny

### Seriados
- La Historia Detras del Mito de Maria Luisa Alcalá (2012).... Maria Luisa Alcalá
- Los héroes del norte (2011).... Bruxa
- La rosa de Guadalupe (2008).... Nicanora
- Bajo el mismo techo (2005).... Quesadillera
- Guereja de mi Vida  (2002).... Irala
- Papá soltero (1990).... Gorgonia
- Dr. Cándido Pérez (1987).... Claudia
- Chespirito (1988).... Dolores
- Cachún Cachún ra ra! (1981).... mãe de Chicho
- El Chavo del Ocho (1974).... Malicha
- El Chapulín Colorado (1973).... Dolores
- Los Cuentos de Maria Luisa  .... Apresentadora (Contadora de contos)
- Topo Gigio - Rosita, a noiva do Topo Gigio (voz)
- Odisea Burbujas

### Filmes
- México Bravo (2015)
- Nuria y el fantasma (2001)
- Reclusorio III (1999)
- Las aventuras de Lencho (1996)
- Cándido de día, Pérez de noche (1992).... Claudia
- Borrachas de peluquería (1992)
- Cándido Pérez, especialista en señoras (1991).... Claudia
- Investigador privado... muy privado (1990)
- La Lotería
- Barroco (1989)
- Las borrachas (1989)
- Violación (1989)
- Los cuatrillizos (1989)
- Peligro paradas continuas (1989)
- Un paso al más acá (1988)
- Duro y parejo en la casita del pecado (1987)
- Relámpago (1987).... Fufurra
- La Alacrana (1986)
- Ese loco, loco hospital (1986)
- La lechería (1986)
- Historia de payasos (1983)
- La palomilla al rescate (1976)
- El rey (1976).... Anastasia
- El golfo (1969)
- Los tres huastecos (1948)